# Bókay János (író)
Bókai Bókay János (Budapest, 1892. július 10. – Budapest, 1961. július 16.) magyar író, műfordító.

## Élete
Budapesten született. Édesapja a neves orvosprofesszor, ifjabb bókai dr. Bókay János volt, de nem ő volt a gondviselője, hanem édesanyjának, nemes Tömöry Adriennének, a második férje, ifjabb Ábrányi Kornél író nevelte fel.
Jogi diplomája megszerzése után tudását nem ezen a pályán akarta kamatoztatni. 1914–1917 között a székesfővárosi tanügy referenseként dolgozott. Emellett már íróként és műfordítóként is tevékenykedett. 1915-ben jelentek meg Bunyin-, Scott-, Maurois-, Maugham- műfordításai. 1917-től az Athaeneum Irodalmi Rt. tanácsadója, majd 1929-től minisztériumi sajtóreferens lett. 1933-ban a Budapesti Hírlap felelős szerkesztőjeként kereste kenyerét. 1933-tól 1944-ig a Révai Testvérek Irodalmi Intézet Rt. ügyvezető igazgatója lett, mellette 1935-től a Petőfi Társaság és a Kisfaludy Társaság tagjává választották, a Magyar PEN Club főtitkára volt az 1930-as évek körül.
Írói tehetségét nemcsak Magyarországon, hanem külföldön is elismerték. Verseket, regényeket, színműveket írt, valamint ír, angol, orosz, német nyelvekből is fordított. Könnyed, szórakoztató stílusa a mai olvasóközönség tetszését is elnyerte. 1961. június 16-án halt meg Budapesten szívizomelfajulás következtében.

## Főbb művei
- Bohócsipka. Versek; Pallas, Bp., 1913
- Miska és Peti. Ifj. Bókay János versei; Pantheon, Bp., 1920
- A gyémánt. Regény; Athenaeum, Bp., 1921
- Mi férfiak; Légrády, Bp., 1924
- Herceg Durravardy és társai / A gyémánt. Regény; Grill, Bp., 1926
- Mario. Regény; Athenaeum, Bp., 193? (Korunk mesterei)
- Szakíts helyettem (1933)
- Megvédtem egy asszonyt; Singer-Wolfner, Bp., 1934 (Magyar regények)
- Julika, a fiúk barátja (1936)
- Karosszék (1937)
- A rossz asszony (1938)
- Ragaszkodom a szerelemhez (1938)
- A balek. Elbeszélések; Singer-Wolfner, Bp., 1938 (A magyar irodalom jelesei)
- Feleség. Színmű; Singer-Wolfner, Bp., 1939 – Vojnits-jutalommal elismert mű.
- Négy asszonyt szeretek (1940)
- Első szerelem (1940)
- Hazudj nekem. Vígjáték három felvonásban; Singer-Wolfner, Bp., 1941
- Az utód. Színjáték; Singer-Wolfner, Bp., 1942
- Láz; Singer-Wolfner, Bp., 1943
- Hősnő. Regény; Új Idők, Bp., 1944
- Az idegen. Regény; Révai, Bp., 1946
- Bohémek és pillangók – Puccini életregénye (1958)
- Egy rózsaszál szebben beszél. Regény (Kacsóh Pongrác élete); Zeneműkiadó, Bp., 1962